# Unteres Tor (Mainbernheim)

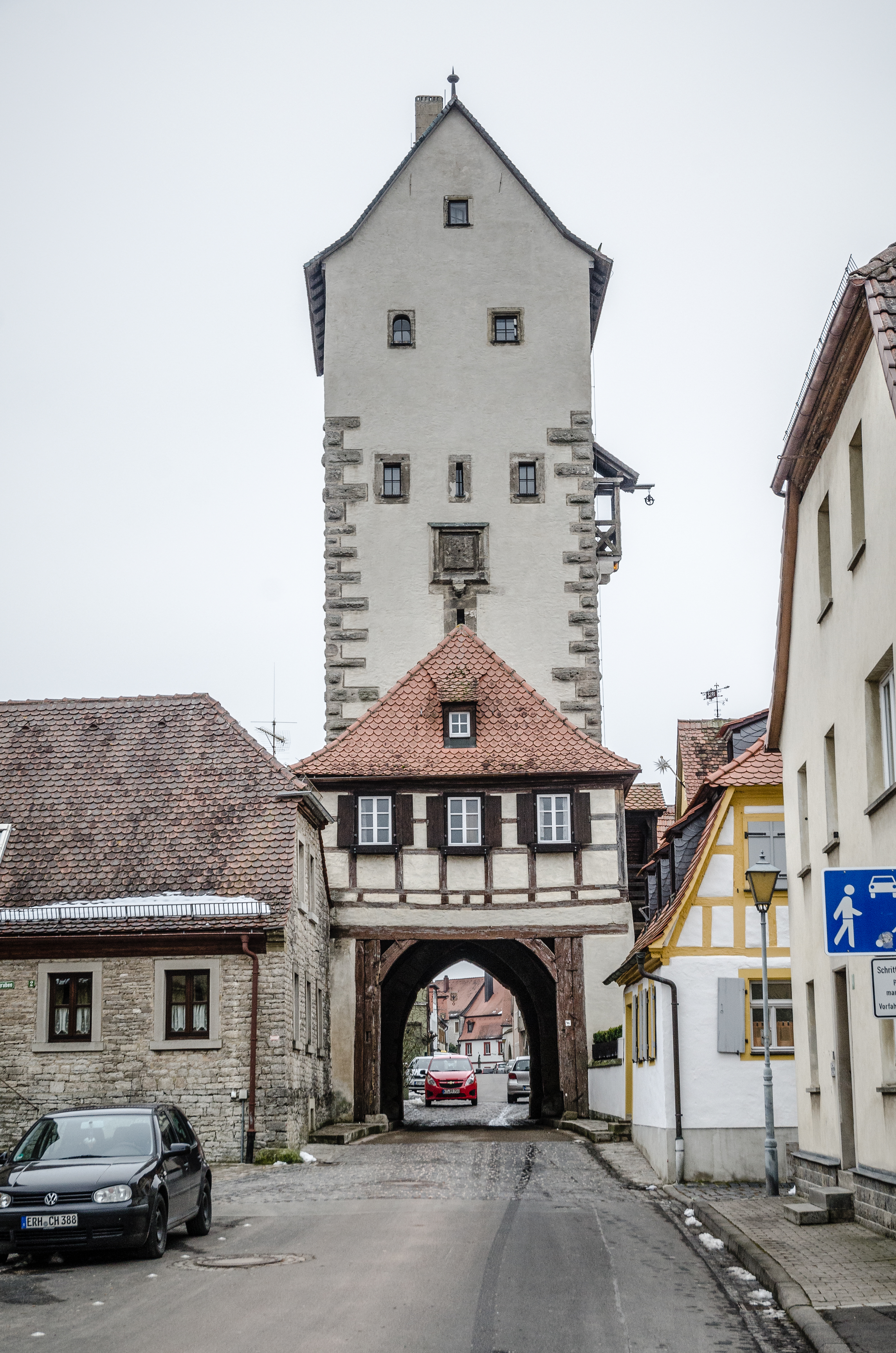
Das Untere Tor in Mainbernheim

Das Untere Tor ist Teil der ehemaligen Stadtbefestigung von Mainbernheim. Die charakteristischen Formen des Torturms machen es zu einem Wahrzeichen der unterfränkischen Stadt. Neben dem Unteren Tor hat sich am anderen Ende der Herrnstraße mit dem Oberen Tor ein Pendant erhalten.

## Geschichte
Die Mainbernheimer erhielten mit einer Urkunde König Wenzels von Böhmen vom 8. August 1382 das Recht, ihre Stadt mit einer Befestigung zu umgeben. Es dauerte allerdings noch einige Jahrzehnte, bis die Bevölkerung genug Geld und Material gesammelt hatte, um mit dem Bau zu beginnen. Als eines der ersten Elemente entstanden zwischen 1404 und 1418 die Toranlagen an beiden Enden der zentralen Herrnstraße. Erstmals urkundlich erwähnt wurde das Untere Tor allerdings erst im Jahr 1492. Damals wurde das gotische Untergeschoss renoviert bzw. erneuert. Die Arbeiten zogen sich bis in das beginnende 16. Jahrhundert hin.
Während nach dem Dreißigjährigen Krieg der Torturm des Obertores umgebaut wurde, verzichtete man beim Untertor auf größere Ergänzungen an der Bausubstanz. Das Tor erhielt im 17. Jahrhundert lediglich eine Art Vorwerk. Beide Toranlagen wurden in Mittelalter und Früher Neuzeit täglich zu einer bestimmten Stunde geschlossen, die über den Graben führende Zugbrücke hierzu hochgeklappt. Als Teil der aus der Stadtbevölkerung bestehenden Verteidigungsgemeinschaft war jeden Tag ein Bürger dazu verpflichtet, mit Hellebarde, einem Spieß und einem Beil an den Stadttoren Wache zu halten.
Die Stadttore erfüllten allerdings nicht nur militärische Zwecke. Sie bildeten zugleich eine Zollgrenze, weil nur durch sie die Stadt mit den Waren des Umlandes versorgt werden konnte. Bereits seit dem 17. Jahrhundert schwand die militärische Bedeutung zunehmend, weil die Anlagen der modernen Geschütztechnik nichts entgegensetzen konnten. Im 19. Jahrhundert wurde der Untere Torturm zu einem Hindernis, die enge Durchfahrt war für den wachsenden Verkehr ein Problem. Erst der Bau der Umgehungsstraße (heutige Bundesstraße 8) im Jahr 1938 führte zu einer Entlastung und bewahrte den Turm vor dem Abriss. In den 1970er Jahren wurde er durch die Stadt Mainbernheim umfassend renoviert.

## Beschreibung
Das Untere Tor wird vom Bayerischen Landesamt für Denkmalpflege als Baudenkmal eingeordnet. Untertägige Überreste von Vorgängerbauten sind als Bodendenkmal vermerkt. Der Turm ist ein bedeutendes Element des Ensembles Altstadt Mainbernheim. Der Torturm präsentiert sich als fünfgeschossiger Steinbau. Er schließt mit einem, für fränkische Stadttürme ungewöhnlichen, Satteldach ab, das giebelständig auf das Gebäude gesetzt wurde. Der gesamte Turm ist heute verputzt, lediglich die vier unteren Geschosse weisen als Zierformen seitlich einige freigelegte Bruchsteine auf. 
Der Turm wird von einigen kleineren Fenstern durchlichtet, die an Schießscharten erinnern und halbrunde und rechteckige Gewände besitzen. Zwei weitere Bauelemente gliedern den Turm. Da ist zum einen eine Altane an einer der Schmalseiten des Baus. Sie wurde nach 1919 angebracht und ist Hinweis darauf, dass der Turm zeitweise bewohnt war. Älter ist dagegen ein heute weitgehend verwittertes Steinrelief oberhalb des an der Außenseite des Turms angebrachten Anbaus. Eine hölzerne Außentreppe führt in das Innere des Turms.
Der sogenannte Vorbau des Unteren Tores geht auf das 17. Jahrhundert zurück und entstand als eine Art Vorwerk auf der stadtabgewandten Seite des Baus. Er vergrößerte die Strecke, die Angreifer überwinden mussten, um bis in das Stadtinnere zu gelangen. Der Vorbau präsentiert sich als zweigeschossiges Fachwerkhaus mit breiter, rechteckiger Durchfahrt. Er schließt mit einem Walmdach ab. Die schmalen Rechteckfenster sind Zugaben späterer Zeit, ebenso wie die im Dach angebrachte Gaube. Vor dem Tor wurde im 18. Jahrhundert ein Wachthaus aufgerichtet, das heute die Adresse Kitzinger Straße 2 besitzt. 